# Bea Priestley
Beatrice St Clere Priestley  (nascida em 22 de março de 1996) é uma lutadora profissional inglês-neozelandesa, mais conhecida pelo nome de ringue Bea Priestley. Ela é mais conhecida por sua passagem no Japão, onde atuou na World Wonder Ring Stardom de 2017 até 2021, e também fez aparições na New Japan Pro-Wrestling (NJPW) como valet de Will Ospreay, além de ter se apresentado na WWE como Blair Davenport. Priestley também é conhecida por suas aparições na All Elite Wrestling (AEW), World of Sport Wrestling, Defiant Wrestling e Progress Wrestling.

## Carreira na luta livre profissional

### Início de carreira
Priestley começou a treinar nas instalações de desenvolvimento da New Zealand Wide Pro Wrestling sob Travis Banks, e estreou na empresa quando tinha 14 anos. Após quatro anos, Priestley mudou-se para Londres, Inglaterra, para continuar sua carreira, treinando no programa de desenvolvimento da Progress Wrestling 'The Projo'.

### Progress Wrestling (2016–2019)
Priestley fez sua estreia na Progress Wrestling em 13 de março de 2016, sendo derrotada por Elizabeth. Em dezembro de 2016, Priestley participou do torneio para coroar a primeira Campeã Feminina da Progress, onde Priestley perdeu para a eventual vencedora Toni Storm. Ao longo do ano de 2017 e 2018, Priestley iria competir principalmente em combates de duplas de seis homens e rivalizando com Millie McKenzie.

### What Culture Pro Wrestling / Defiant Wrestling (2016–2019)
Priestley estreou no What Culture Pro Wrestling (WCPW) em 27 de julho no Loaded # 5, perdendo Nixon Newell, mas ela derrotou Newell no dia seguinte. Em 24 de agosto, Priestley e Newell se enfrentaram mais uma vez, desta vez em uma last woman standing match para coroar a primeira campeã feminina da WCPW, vencida por Newell. Priestley desafiou Newell sem sucesso mais uma vez no Loaded # 19, desta vez por desqualificação. Após a partida, os companheiros do Pacitti Club de Priestley, The Swords of Essex, colocaram Newell fora de ação e Priestley roubou seu título e se declarou "a verdadeira campeã feminina". Priestley perdeu seu título roubado da WCPW para Newell depois de retornar ao WCPW True Destiny em fevereiro, substituindo Tessa Blanchard na luta. Um dia depois, Priestley ganhou o WCPW Women's Championship derrotando Nixon Newell em uma luta sem desqualificação. Em 16 de junho de 2017, Priestley foi substituída por Viper depois que ela foi incapaz de competir e perdeu o título para Kay Lee Ray depois de vencer Viper. Depois disso, Priestley iria rivalizar com Viper até o último episódio de Loaded, onde Priestley derrotou Viper, encerrando assim a feud. Em 17 de junho de 2018, Priestley derrotou Millie McKenzie para reconquistar o Defiant Women's Championship. Em 3 de dezembro de 2018, Priestley perdeu o título para Kanji na luta Gauntlet envolvendo Kay Lee Ray e Lana Austin e a Pequena Miss Roxxy e Millie McKenzie.

### World Wonder Ring Stardom (2017-2021)
Em 14 de outubro de 2017, Priestley fez sua estréia na promoção World Wonder Ring Stardom ao entrar no torneio Goddesses of Stardom Tag League. Dias antes da final do torneio, Priestley desafiou sem sucesso Toni Storm para o SWA World e World of Stardom Championship no evento Stardom em Taiwan. Ela acabou vencendo o torneio junto com Kelly Klein. Após o torneio, Priestley e Klein desafiaram sem sucesso Oedo Tai (Hana Kimura e Kagetsu) pelo Goddess of Stardom Championship. Em sua estada de seis meses no Stardom, Priestley chegou à final do Torneio Cinderela de 2018, antes de perder para a eventual vencedora Momo Watanabe.
Em 4 de maio de 2019, no Golden Week Stars 2019 Queen's Quest Produce, Priestley derrotou Kagetsu pelo World of Stardom Championship.
Em janeiro de 2020, Priestley fez parceria com a integrante do Oedo Tai, Jamie Hayter, para capturar o Goddess of Stardom Championship, sendo a primeira dupla estrangeira a conquistar o campeonato. Ela mais tarde se juntou à facção Oedo Tai, depois de trair a companheira de grupo do Queen's Quest, Momo Watanabe. Em 20 de julho de 2020, o Stardom retirou os títulos das tags de Priestley e Hatter por não poder defendê-los no Japão devido à pandemia de COVID-19. Ela voltou à empresa em 19 de setembro, onde atacou Saya Iida em sua luta contra Natsuko Tora e mais tarde atacou Momo Watanabe e Utami Hayashishita. Em 3 de outubro em Yokohama Cinderela, Priestley derrotou Watanabe para ganhar o campeonato mundial SWA vago.

### World of Sport (2018–2019)
Nas gravações de 5 de maio de 2018 do recém-revivido World of Sport Wrestling, Priestley não conseguiu vencer o campeonato WOS Feminino vago em uma luta three-way contra Kay Lee Ray e Viper. Ela desafiou Ray sem sucesso pelo título em episódios subsequentes em uma battle royal e uma partida individual contra Ray após ser atacada por Viper. Em 19 de janeiro de 2019, em uma turnê de show da casa WOS, Priestley ganhou o título em uma luta individual quando ela conseguiu derrotar Viper. Em 2 de fevereiro de 2019, Priestley perdeu o título para o Viper depois que ela deixou a promoção.

### All Elite Wrestling (2019–2020)
Em 22 de janeiro de 2019, foi relatado que Priestley estava perto de assinar um contrato com a All Elite Wrestling (AEW) depois de recusar um contrato com a WWE. Foi anunciado na edição de 27 de fevereiro de 2019 de "Road To Double Or Nothing" que Priestley se juntaria à empresa e faria sua estreia no Fight for the Fallen em 13 de julho de 2019, onde ela se juntaria a Shoko Nakajima para derrotar Britt Baker e Riho. Ela entrou em uma rivalidade com Britt Baker, eventualmente perdendo para Baker no AEW Full Gear. Priestley apareceu na edição de 11 de dezembro de 2019 da Dark, onde foi derrotada pela "Alien" Kris Statlander.
No episódio de 11 de março de 2020 do Dynamite, Priestley voltou e se juntou à campeã feminina da AEW Nyla Rose para derrotar a equipe de Hikaru Shida e Kris Statlander. Após a luta, ela atacou Nyla Rose. Priestley foi liberada da AEW em 13 de agosto de 2020.

### New Japan Pro-Wrestling (2020)
Em 16 de outubro de 2020, Priestley fez sua estreia no New Japan Pro-Wrestling, onde interferiu na luta de seu namorado Will Ospreay contra Kazuchika Okada no G1 Climax.

### WWE (2021–2025)

#### NXT UK e NXT (2021–2024)
Em 24 de junho de 2021, foi reportado que Priestley assinou um contrato com a WWE, onde uma vinheta foi exibida promovendo a chegada de Priestley à marca NXT UK com seu novo nome de ringue, Blair Davenport. Davenport começou uma sequência de vitórias sobre várias oponentes, como Xia Brookside, Nina Samuels, Emilia McKenzie e muitas outras, até que aproveitou uma oportunidade para desafiar Meiko Satomura pelo Campeonato Feminino do NXT UK. No episódio de 6 de janeiro de 2022 do NXT UK, Davenport falhou em conquistar o título de Satomura, marcando sua primeira derrota no NXT UK. No episódio de 23 de agosto de 2022 do NXT 2.0, Davenport fez sua estreia no ringue pela marca NXT e conquistou sua primeira vitória sobre Indi Hartwell. Ela foi então confrontada pela campeã feminina do NXT, Mandy Rose, e pela campeã feminina do NXT UK, Satomura, o que configurou uma luta triple threat para unificar os títulos do Campeonato Feminino do NXT UK e do Campeonato Feminino do NXT no Worlds Collide em 4 de setembro, onde Davenport perdeu ao sofrer o pin de Rose.
No episódio de 30 de maio de 2023 do NXT, Davenport foi revelada como a atacante que deixou muitas lutadoras da divisão feminina de fora de combate. Ela fez seu retorno aos ringues, derrotando Dani Palmer na semana seguinte. Em 9 de dezembro, no NXT Deadline, Davenport venceu o Iron Survivor Challenge feminino, garantindo uma luta pelo Campeonato Feminino do NXT contra Lyra Valkyria no NXT: New Year's Evil, onde Davenport não conseguiu conquistar o título no evento. Em 5 de março, no NXT: Roadblock, Davenport foi derrotada por Fallon Henley após Sol Ruca, que estava retornando, custar-lhe a luta. No episódio de 2 de abril do NXT, Davenport foi derrotada por Ruca. Duas semanas depois, Davenport derrubou Ruca do topo da terceira corda do ringue, custando-lhe uma luta contra Lola Vice. Mais tarde naquela noite, nos bastidores, a gerente geral do NXT, Ava, agendou uma luta entre as duas para o Spring Breakin', em uma luta Beach Brawl, onde Davenport perdeu em sua última luta no NXT.

#### SmackDown (2024–2025)
Na Noite 2 do WWE Draft de 2024, Davenport foi promovida para a marca SmackDown. No episódio de 28 de junho do SmackDown, Davenport fez sua estreia no plantel principal, mas falhou em se classificar para a luta feminina do Money in the Bank em uma luta de qualificação triple threat, que incluiu Naomi e Indi Hartwell, onde Naomi venceu. No episódio de 2 de agosto do SmackDown, durante a luta pelos títulos de duplas entre as campeãs de duplas femininas da WWE, The Unholy Union (Alba Fyre e Isla Dawn) e Bianca Belair e Jade Cargill, Davenport atacou Cargill, o que resultou na retenção do título pelas campeãs por desqualificação, ao mesmo tempo em que formava uma aliança de curta duração com Davenport.
Em 7 de fevereiro de 2025, foi relatado que Davenport foi liberada pela WWE. Sua última luta televisionada foi no episódio de 22 de novembro de 2024 do SmackDown, onde ela perdeu na primeira rodada do torneio para coroar a primeira campeã feminina dos Estados Unidos.

### Retorno à NJPW (2025–presente)
Em 9 de maio de 2025, no evento NJPW Resurgence, Bea Priestley fez seu retorno à NJPW, onde derrotou Viva Van.

## Vida pessoal
Priestley foi diagnosticada com um tumor cerebral quando ela tinha 14 anos. Ela foi submetida a uma cirurgia para retirada aos 18 anos. Desde 2017, Priestley tem um relacionamento com seu colega lutador profissional Will Ospreay. Em 2019, o casal revelou que estava planejando se mudar para o Japão devido aos compromissos de luta de ambos lá. O casal se separou em 2021. Em 2022, ela começou a namorar o também lutador profissional Josh Terry, que atua na WWE sob o nome de ringue Riley Osborne, conforme confirmado pelo Instagram dela, quando comentou "encontrei o amor da minha vida". Em 19 de dezembro de 2023, Priestley anunciou em sua página no Instagram que ela e Terry estavam noivos. Em 26 de julho de 2024, os dois se casaram.

## Títulos e prêmios
- What Culture Pro Wrestling / Defiant Wrestling
  - Campeonato WCPW / Defiant Feminino (2 vezes) [60]
- Fight Forever Wrestling
  - Campeonato Mundial Feminino do Fight Forever (1 vez)
- Pro Wrestling Illustrated
  - Nº 20 das 100 mulheres lutadores na PWI Women's 100 em 2019[61]
- World of Sport Wrestling
  - Campeonato WOS Feminino (1 vez)
- World Wonder Ring Stardom
  - Goddess of Stardom Championship (1 vez) - com Jamie Hayter[62]
  - Goddesses of Stardom Tag League (2017) - com Kelly Klein[22]
  - Campeonato Mundial SWA (1 vez) [63]
  - Trios Tag Team Tournament (2019) - com Utami Hayashishita e Viper
  - World of Stardom Championship (1 vez)
- WWE
  - Iron Survivor Challenge Feminino (2023)